# Pouteria filiformis
Pouteria filiformis là một loài thực vật thuộc họ Sapotaceae. Đây là loài đặc hữu của Costa Rica.